# Morton Downey
Morton Downey (ur. 14 listopada 1901 w Wallingford w stanie Connecticut, zm. 25 października 1985) – amerykański piosenkarz i kompozytor.

## Wyróżnienia
Posiada swoją gwiazdę na Hollywoodzkiej Alei Gwiazd.